# Så hatten passer
 Der er for få eller ingen kildehenvisninger i denne artikel, hvilket er et problem. Du kan hjælpe ved at angive troværdige kilder til de påstande, som fremføres i artiklen.

Så hatten passer var en serie med improvisationsteater (også kaldet teatersport), som blev sendt på DR1 1991-1992.
Gunnar Frøberg styrede spillet ved hjælp af inspirationsønsker på sedler, som publikum lagde i hans hat. Frøberg fordelte rollerne og fortalte skuespillerne, hvilken scene der skulle spilles, og hvilken genre det skulle være. Skuespillerne var Niels Olsen, Søren Østergaard, Torben Zeller, Søren Hauch-Fausbøll og Claus Bue. De improviserede ud fra kravene om opera, socialrealisme, kærlighedsdrama osv. indtil Gunnar Frøberg fik nok og sagde "Tak!".
Holdets seneste optræden var i serien Her er dit liv og drejede sig om at hylde Niels Olsen; det blev sendt på DR1 fredag 9. november 2012.
| Fjernsyn | Spire Denne artikel om et tv-program er en spire som bør udbygges. Du er velkommen til at hjælpe Wikipedia ved at udvide den. |